# Cofradía de El Lavatorio (Orihuela)
La Real Archicofradía y Mayordomía de Nuestra Señora del Pilar y Real Cofradía de "El Lavatorio" o Real Cofradía de El Lavatorio abreviado es una agrupación pasional fundada en el año 1758. Desfila el Miércoles Santo y el Viernes Santo en la Semana Santa de Orihuela.

## Historia
La Real Archicofradía y Mayordomía de Nuestra Señora del Pilar, se erige canónicamente por disposiciones del Ordinario, emanadas del Concilio de Trento el 16 de abril de 1758, reinando en España Fernando VI y en la Diócesis D. Juan Elías Gómez de Terán. Ya con anterioridad a esa fecha existían congregaciones que hacían sus desfiles pasionales y de otro carácter religioso en esta localidad, como la Congregación contra el Pecado Mortal establecida en 1490 en la Capilla del Loreto de forma provisional hasta su establecimiento definitivo en la Iglesia de la Santa Cruz y San Judas Tadeo, sede de la posterior Archicofradía.
La Real Archicofradía y Mayordomía de Nuestra Señora del Pilar y Congregación contra el Pecado Mortal está hermanada con anterioridad al 16 de abril de 1758, con la Real Hermandad de Nuestra Señora de la Esperanza de Madrid y ésta a su vez de su homóloga de Sevilla, de la que es hijuela y hermana, gozando por tanto sus Cofrades y Archicofrades de todos los sufragios, indulgencias, privilegios y excepciones de ambas. Recayendo por tanto este hermanamiento en la actualidad en la Real Archicofradía y Mayordomía de Nuestra Señora del Pilar y Real Cofradía de El Lavatorio.
La Real Archicofradía y Mayordomía de Nuestra Señora del Pilar, restauró las imágenes que poseía, consiguiendo que los imagineros murcianos Francisco Salzillo Alcaraz y su padre Nicolás, dejasen parte de su obra en Orihuela. Obras de ellos fueron 
- Ecce-Homo (1756)
- Jesús lavando los pies al príncipe de los apóstoles (Lavatorio, 1758)
- El prendimiento de Jesús en el Huerto de los Olivos (1758, desaparecido)
- Jesús en el camino de la amargura (1758, desaparecido)
- San Juan Evangelista (1758, desaparecido)
- El arrepentimiento de San Pedro (1759)
- Negación de San Pedro (1759, desaparecido)
- Nuestra Señora de los Dolores, de Francisco Ferrer (1777, desaparecido).

### Fundación de la Cofradía deEl Lavatorio
En 1932 D. Juan Villaescusa Ballester, presidente de la Real Archicofradía y Mayordomía de Nuestra Señora del Pilar, secundado por el Círculo Tradicionalista y por un grupo de jóvenes estudiantes, consigue crear la Real Cofradía de El Lavatorio que integrada en esta Archicofradía se hizo cargo del patronazgo del paso homólogo.
En 1942 la mencionada Real Cofradía de El Lavatorio, tomó de igual forma el patronazgo del paso del Arrepentimiento de San Pedro.
En 1995 y siendo presidente D. Ramón Hernández Abadía se incorporó a la Archicofradía un imagen de la Virgen bajo la advocación de Nuestra Señora de la Esperanza que constituye a partir de ese año un nuevo tercio.
Son pues las imágenes de Jesús lavando los pies al príncipe de los apóstoles, Lavatorio, (Salzillo, 1758), El arrepentimiento de San Pedro,  titular de la Archicofradía (Salzillo, 1759) y Nuestra Señora de la Esperanza (Navarro Arteaga, 1995) las que integran en 2015 la Real Archicofradía y Mayordomía de Nuestra Señora del Pilar y Real Cofradía de El Lavatorio.
La Real Archicofradía y Mayordomía de Nuestra Señora del Pilar y Real Cofradía de El Lavatorio constituida en la ciudad de Orihuela, es una asociación pública de fieles, sin ánimo de lucro, erigida por el Obispo diocesano de Orihuela-Alicante según el vigente Código de derecho Canónico.
La Archicofradía está integrada como miembro de pleno derecho en la Junta Mayor de Cofradías, Hermandades y Mayordomías de la Semana Santa de Orihuela teniendo su domicilio social en la Plaza de al Merced, s/nº, Museo de Semana Santa de esta ciudad, si bien su sede canónica corresponde a la Iglesia del Monasterio de la Visitación de Santa María, (Salesas) también de esta ciudad de Orihuela.

## Imágenes
- El Lavatorio. Es el paso titular de la Real Cofradía del El Lavatorio, refleja el momento en que Jesús lava los pies al Príncipe de los Apóstoles, San Pedro. El trono está hecho por Vicente Gómiz en el año 1962 en madera y pan de oro.[2]
- San Pedro en su Arrepentimiento. Es la imagen titular de Real Archicofradía y Mayordomía de Nuestra Señora del Pilar. Tradicionalmente se viene atribuyendo a Salzillo esta imagen de San Pedro y datada en el año 1759, aunque en los últimos tiempos han aparecido varias fuentes que aseguran que la imagen podría ser de Nicolás de Bussy. Esta imagen procesiona sobre trono de orfebrería plateada y dorada (1957) realizado por los talleres Bonacho.[3]
- Nuestra Señora de la Esperanza. Es el paso de palio de la Cofradía. Su imagen, la Virgen de la Esperanza es obra del escultor sevillano y trianero José Antonio Navarro Arteaga. La orfebrería ha sido realizada por Antonio Santos (Sevilla) y los bordados de Manuel Solano (Morón de la Frontera)[4]
- Trono Insignia. En 1965 se incorpora el trono insignia, como elemento representativo, ante la cantidad de niños que participan en las procesiones del Miércoles Santo y en la procesión general de Viernes Santo. Es obra del Orfebre valenciano Bonacho.[5]

## Orden de Procesión

### Miércoles Santo
- Pelotón Infantil
- Trono Insignia
- Pelotón Infantil
- Clarines de la Cofradía
- Bandera de la Cofradía
- Centuria Romana
- Estandarte de la Real Archicofradía y Mayordomía de Nuestra Señora del Pilar
- Nazarenos del Tercio San Pedro en su Arrepentimiento
- San Pedro en su Arrepentimiento (1759) de Salzillo en trono de Bonacho
- Pelotón Infantil
- Estandarte del Tercio Nuestra Señora de la Esperanza
- Nazarenos del Tercio Nuestra Señora de la Esperanza
- Nuestra Señora de la Esperanza (1995) de Navarro Arteaga sobre trono de Santos
- Estandarte de la Real Cofradía de "El Lavatorio"
- Nazarenos del Tercio El Lavatorio
- El Lavatorio (1758) de Salzillo sobre trono de V. Gómiz

### Viernes Santo
(Tercios de El Lavatorio y Nuestra Señora de la Esperanza)
- Pelotón Infantil
- Trono Insignia
- Clarines de la Cofradía
- Bandera de la Cofradía
- Estandarte del Tercio Nuestra Señora de la Esperanza
- Nazarenos del Tercio Nuestra Señora de la Esperanza
- Nuestra Señora de la Esperanza (1995) de Navarro Arteaga sobre trono de Santos
- Estandarte de la Real Cofradía de El Lavatorio
- Nazarenos del Tercio El Lavatorio
- El Lavatorio (1758) de Salzillo sobre trono de V. Gómiz

(Tercio de San Pedro en su Arrepentimiento)
- Estandarte de la Real Archicofradía y Mayordomía de Nuestra Señora del Pilar
- Nazarenos del Tercio San Pedro en su Arrepentimiento
- San Pedro en su Arrepentimiento (1759) de Salzillo en trono de Bonacho
- Centuria Romana

## Música
La Música de la Cofradía es:
- Toque de clarines de la Cofradía "El Lavatorio" (Anónimo)
- El Lavatorio (Francisco Grau)
- Tosca (Giacomo Puccini)[6]

## Nombramientos
La Cofradía nombra cada año a los siguientes Cargos:
Abanderado/a:
- 2005/6: José Antonio Ortega Algarra (en 2006 no hubo abanderado, por lo que siguió como abanderado el del año anterior)
- 2007: Manuel Escudero Rodríguez[7]
- 2010: José Antonio López Molina[8]
- 2011: Cayetano López Soler
- 2012: José Manuel Medina Lucas[9]
- 2013: Alicia Sánchez Caselles[10]
- 2014: María Ángeles Gilabert[11]
- 2015: Centuria Romana Real Cofradía de El Lavatorio[12]
- 2016: Carlota Pérez Zaragoza